# Пшеница тучная
Пшени́ца ту́чная, пшени́ца турги́дная или пшени́ца англи́йская (лат. Tríticum turgidum) — вид пшеницы семейства Злаки, или Мятликовые. Возделывается в незначительном количестве в Закавказье, Средней Азии и Южной Европе. Может встречаться как примесь в посевах других пшениц
Возникла в результате гибридизации дикой пшеницы Triticum urartu с неустановленным злаком, возможно, из рода Эгилопс (напр., Aegilops speltoides). Некоторыми авторами рассматривается как синоним полбы, из которого путём селекции была получена пшеница твёрдая.

## Ботаническое описание

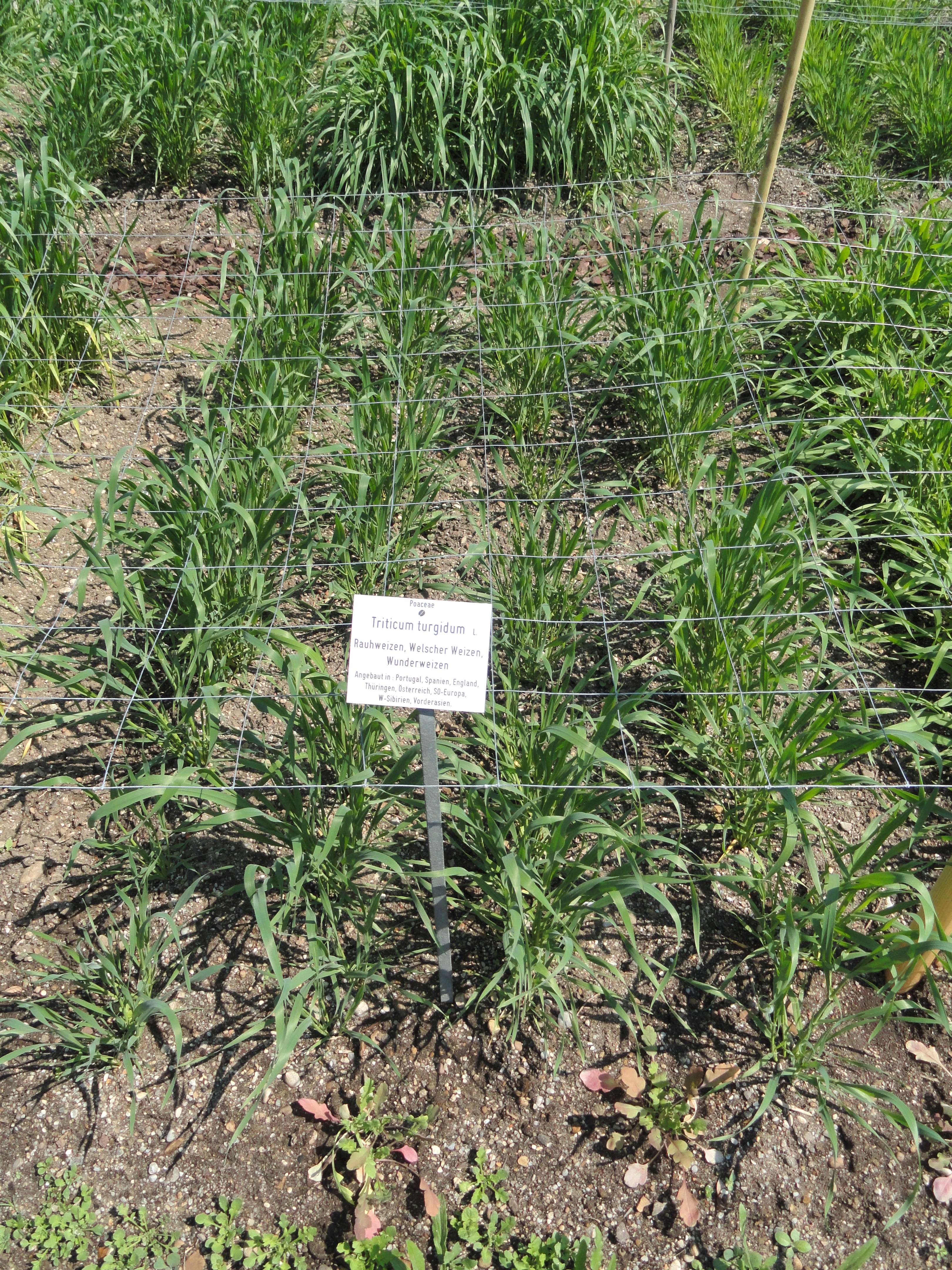
в ботаническом саду Мюнхен-Нимфенбург

Однолетнее травянистое растение. Стебли 80—120 см высотой, толстоватые, весьма твёрдые, выполненные или с просветом. Листья широколинейные, с обеих сторон покрыты очень короткими волосками или голые.
Соцветие — сложный колос. Колосья 7—11 см длины, толстые, в поперечном сечении обычно квадратные, весьма густые, опушённые или голые, нередко разветвлённые; членики оси колоса 2,5—5 мм длины, по рёбрам и под колосками волосистые, ось колоса гибкая, неломкая.
Колоски с 3—5 цветками, из которых 2—3 — плодущие.
Колосковые чешуи 8—10 мм длины, широкояйцевидные, вздутые, тонкокожистые, значительно (примерно на треть своей длины) короче нижних цветковых, с трудом и обычно по частям отделяющиеся от основания колосков, с внутренней стороны с хорошо заметными при падающем свете 5—11 жилками, с очень резко гребневидно выступающим, до самого основания крылатым килем, переходящим в треугольный острый зубец, по килю острошероховатые от мелких в верхней части киля и ресничкоподобных в нижней его части шипиков.
Нижние цветковые чешуи обычно вздутая и остистая; ости весьма длинные (около 12 см длины), параллельные. Верхние цветковые чешуи более-менее кожисто-перепончатые, при плодах не расщепляющиеся, по килям ширококрылатые.
Зерновки широкоэллипсоидальные, 6—8 мм длины, свободно расположенные в чешуе, легко обмолачивающиеся.
Тетраплоид, 2n=28.
Цветение в июне — августе.